# Halogén körfolyamat

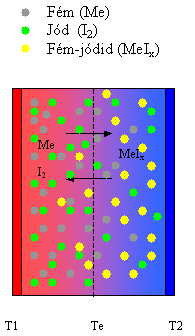
Halogén körfolyamat. A magas hőmérsékletű helyen disszociált állapotban található a fém, és jód többsége, míg a hideg részeken fém-jodid formában. A két rész között folyamatos anyag transzport van.

A halogén körfolyamat egy termokémiai egyensúlyi reakció.
A gáztérben egyszerre van jelen a fém (Me), oxidálószere (például: I2), valamint az általuk alkotott vegyület. A folyamat következtében a gáztér különböző részeiben a fém, az oxidáló szer, illetve a vegyület más-más koncentrációban van jelen. A koncentrációkülönbség fenntartásáról a reakció gondoskodik.

## Magyarázat
A reakció magyarázata az egyensúlyi állandó hőmérséklet függésében keresendő.
A gáztér hőmérséklet eloszlás erősen inhomogén. A magas hőmérsékleten (az izzószál, vagy éppen más hőforrás például ívkisülés közelében) a vegyület disszociációs oldal felerősödik:
2 MeIx → 2 Me + x I2
Míg a hideg részeken, az oxidáló szer reagál a fémmel, ezért a reakció a vegyület irányába tolódik el:
2 Me + x I2 → 2 MeIx
Ezáltal a hideg és meleg oldal között fém, jód, illetve vegyület koncentráció különbség (gradiens) alakul ki. Ez diffúziót gerjeszt, ami megpróbálja kiegyenlíteni a koncentrációkat. A diffúzió a hideg részekből a vegyület formájában kötött fémet szállítja a meleg felé, míg a fém és a jód a hideg felé diffundál.
Ahhoz, hogy a folyamat ciklikus maradjon az alábbi feltételeknek kell teljesülniük:
- T1 > Te > T2, ahol Te, az egyensúlyi hőmérséklet, ahol az oda és vissza irányú folyamat ugyanolyan sebességgel zaljik. Ez a hőmérséklet volfrám és jód esetén kb. 900 K
- T2 hőmérsékleten a vegyület, vagy legyen gáz halmazállapotú, vagy legyen elég magas gőznyomású.

## Alkalmazásai
- Izzólámpa
Legismertebb alkalmazása halogén izzólámpákban az izzószálból származó volfrámlerakodás megakadályozása, illetve a szál élettartamának növelése. Ekkor a fém volfrám, oxidálószere pedig a jód.
WI2 = W + I2
A halogén izzólámpák magas búrafal-hőmérséklete biztosítja, hogy a WI2 ne csapódjon le, hanem a gáztérben maradva továbbra is részt vegyen a körfolyamatban.
- fémhalogén lámpa
Az elemi állapotú fémek természetes gőznyomása néhány kivételtől eltekintve alacsony, ezért a halogén-körfolyamatot hívták segítségül, hogy eljuttassa a fénykeltésben részt vevő fématomokat az ívhez. A kvarcbúránál gyakorlatilag csak a fémhalogenid fordul elő, míg az ívben kizárólag atomos fém.

Ugyanakkor fontos megjegyezni, hogy a fémhalogén lámpában nem a halogén körfolyamat a domináns anyagtranszport jelenség, hanem az ív által generált konvekció.